# Glyphis glyphis
Glyphis glyphis – gatunek dużej drapieżnej ryby chrzęstnoszkieletowej z rodziny żarłaczowatych (Carcharhinidae). Występuje na północy Australii i u południowych wybrzeży Nowej Gwinei. Młode osobniki zamieszkują większe tropikalne rzeki, o błotnistym dnie i namorzynowych brzegach. Dorosłe preferują płytkie morskie wody, w pobliżu wybrzeży oraz wysp. Posiada dobrze zbudowane spłaszczone ciało z dużą i stosunkowo szeroką głową, duże płetwy grzbietowe oraz charakterystyczne długie i szerokie płetwy piersiowe. Grzbiet rekina przybiera barwę ciemnoszarą lub jasnoszarą, z charakterystycznymi czarnymi wewnętrznymi fragmentami płetw brzusznych i ciemniejszymi wierzchołkami płetw piersiowych. Spód jest jaśniejszy od grzbietu. Dorosłe osobniki mogą osiągać nawet ponad 3 metry długości. 
Podobnie jak inne żarłaczowate, jest żyworodny. Kopulacja odbywa się za pomocną pterygopodium, narządu płciowego samca. Samica rodzi 6–7 lub więcej młodych. Z uwagi na duże zmętnienie w trakcie polowania rekin ten opiera się bardziej na elektrolokacji niż wzroku. Odżywia się zwykle przy dnie lub w jego pobliżu. Głównym składnikiem jego diety są małe ryby kostnoszkieletowe oraz skorupiaki. Dorosłe polują niekiedy na płaszczki. Szacuje się, że na świecie żyje mniej niż 2500 dorosłych osobników. Głównym zagrożeniem jest degradacja środowiska, jak choćby zanieczyszczanie rzek przez przemysł górniczy czy wydobycie uranu. Międzynarodowa Unia Ochrony Przyrody, biorąc pod uwagę istniejące zagrożenia oraz małą liczebność w połączeniu z ograniczoną ilością preferowanych siedlisk i małym zasięgiem występowania, określiła G. glyphis jako gatunek zagrożony. Na obszarze Australii rekin ten jest krytycznie zagrożony wyginięciem.

## Taksonomia

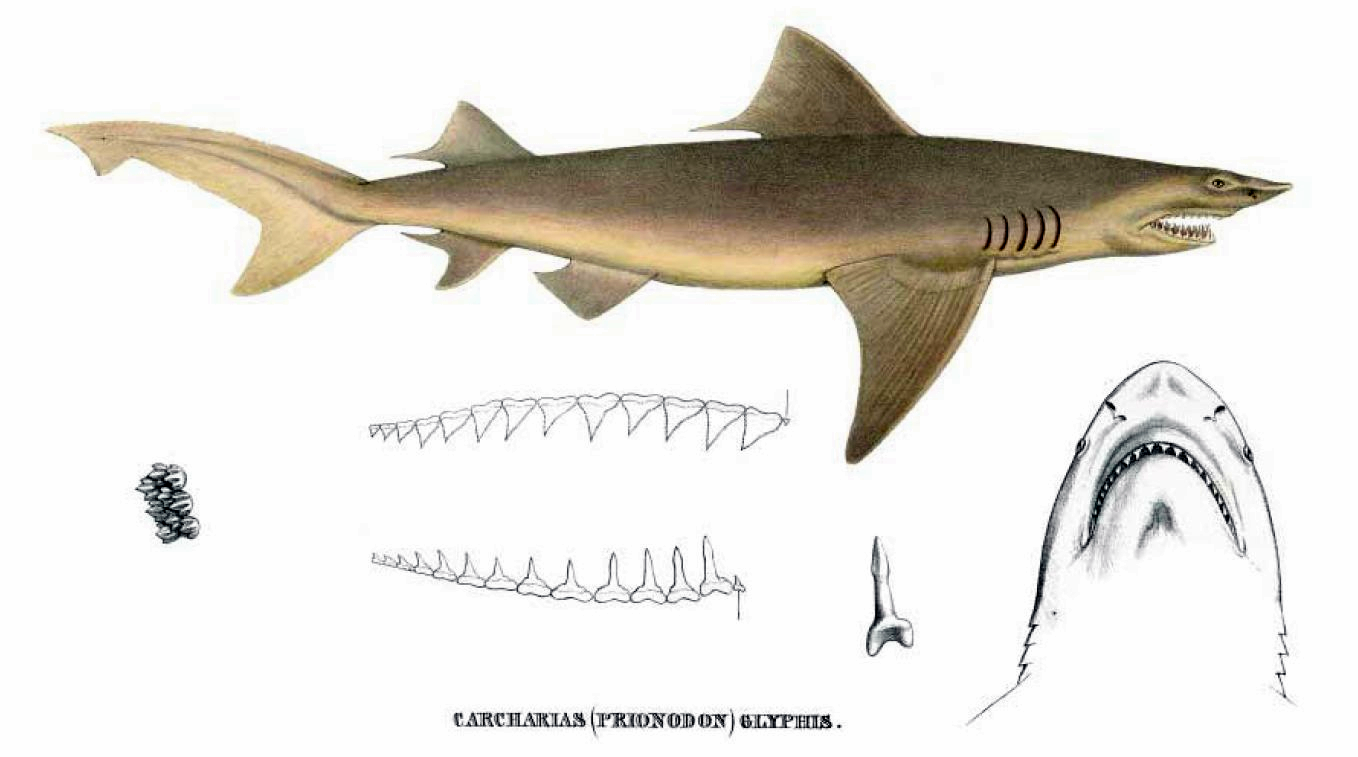
Rycina z pracy Mullera i Henle

Rekin ten został opisany w 1839 roku przez dwóch niemieckich przyrodników Johannesa Petera Müllera i Friedricha Gustava Jakoba Henle w pracy pt. "Systematische Beschreibung der Plagiostomen" jako Carcharias (Prionodon) glyphis. Okazem typowym (holotypem) była mierząca metr długości młoda samica o numerze katalogowym ZMB 5265, pochodząca ze zbiorów Muzeum Historii Naturalnej w Berlinie. Okaz nie posiadał adnotacji na temat miejsca pochodzenia. Późniejsi autorzy sugerowali, że rekin ten wyłowiony został na Oceanie Indyjskim lub w Morzu Południowochińskim. 
W 1843 roku Louis Agassiz, zoolog szwajcarsko-amerykańskiego pochodzenia, zasugerował stworzenie nowego rodzaju Glyphis dla tego gatunku oraz drugiego wymarłego G. hastalis, opisanego na podstawie skamielin z Wielkiej Brytanii. Jednakże nazwa ta nie uzyskała szerszej akceptacji wśród naukowców, aż do opublikowania rewizji rodzaju Carcharhinus przez Jacka Garricka w 1982 roku. 
Przez ponad 140 lat holotyp Mullera i Henle był jedynym znanym okazem G. glyphis. W 1982 roku u wybrzeży Australii wyłowiono następne osobniki, którym nadano tymczasową nazwę "Glyphis sp. A". W 2008 roku Compagno, White i Last dokonali redyskrypcji G. glyphis i potwierdzili, że okazy oznaczone "sp, A" należą do tego gatunku.

## Filogenetyka i ewolucja
Analiza mitochondrialnego locus NADH-2 przeprowadzona w 2012 roku przez Naylora i innych, wykazuje, że G. glyphis tworzy wspólny klad z sympatrycznym G. garricki, siostrzany dla kladu, do którego należą G. fowlerae i G. gangeticus. Analiza fragmentów mtDNA kodujących białka przy pomocy modelu GTR + Γ (39), przeprowadzona przez Chenhonga Li i innych, potwierdziła to założenie. Badanie to wykazało ponadto konieczność zsynonimizowania C. siamensis i C. fowlerae z C. gangeticus oraz potwierdziło, że pochodzące z Borneo i Bangladeszu osobniki oznaczone tymczasowo jako "Glyphis sp. 1" należą do czwartego, najbardziej bazalnego gatunku w obrębie rodzaju Glyphis.
Rodzaj Glyphis, wraz z Isogomphodon, Negaprion i Lamiopsis, zajmuje pośrednią pozycję na drzewie ewolucyjnym żarłaczowatych, pomiędzy bazalnymi rodzajami Loxodon, Rhizoprionodon i Scoliodon oraz bardziej zaawansowanymi Carcharhinus, Triaenodon, Nasolamia i Prionace.

## Występowanie i środowisko

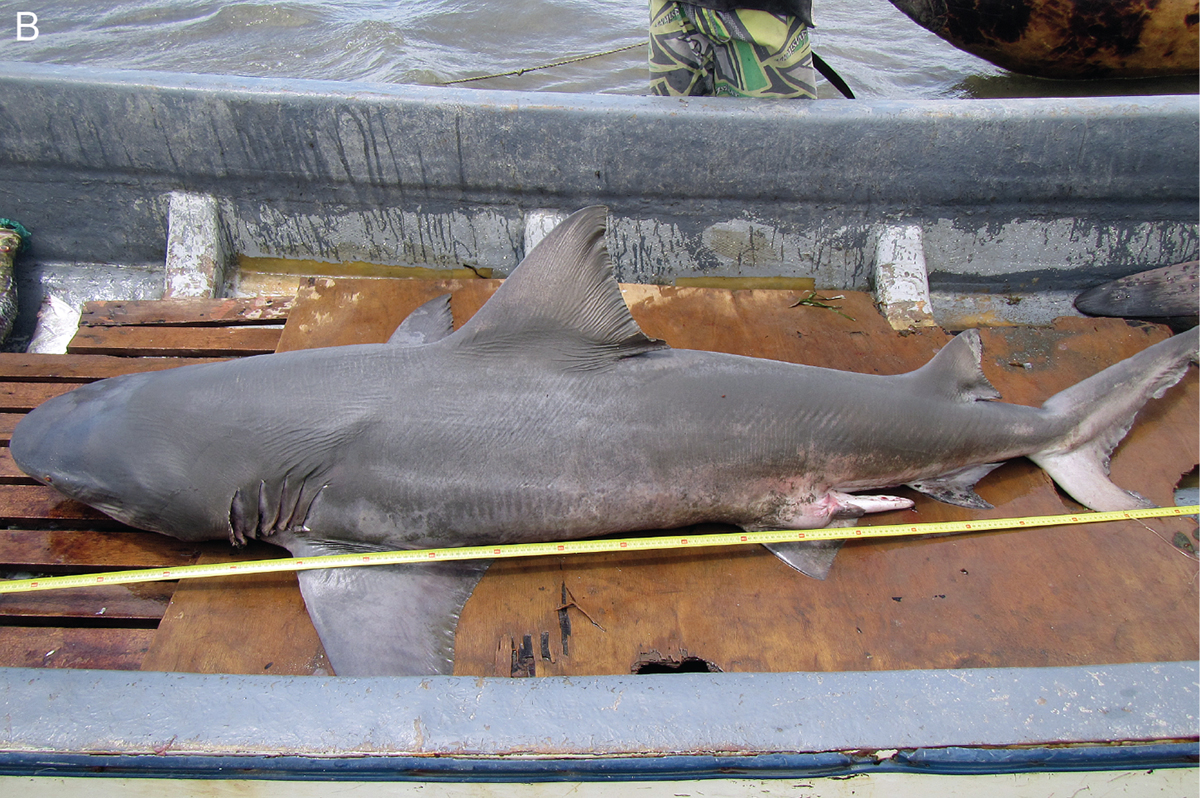
Dorosły samiec G. glyphis wyłowiony w wodach wyspy Daru

Młode i podrośnięte osobniki zamieszkują większe tropikalne australijskie i nowogwinejskie rzeki, o najczęściej błotnistym dnie i namorzynowych brzegach. Znajduje się je od ujścia do kilkaset kilometrów w górę rzeki. Na obszarze Queensland występują w rzekach Wenlock, Ducie i Bizant oraz być może również Normanby, Hey i Embly. Spotykane są także w rzekach Adelaide i Alligator River (Terytorium Północne). Rekiny odnotowane w wodach rzeki Ord w Australii Zachodniej mogą również należeć do tego gatunku. Na terenie Nowej Gwinei raportowano G. glyphis z wód rzeki Fly oraz okolic Wyspy Daru i Portu Romilly. Możliwe, że gatunek ten występuje (lub występował) również w Morzu Południowochińskim (w pobliżu wyspy Côn Sơn); dane te jednak są niepewne, gdyż opierają się jedynie na badaniu szczęk i zębów pojedynczego osobnika wyłowionego w grudniu 1898 roku. 
Młode od narodzin aż do osiągnięcia dojrzałości zamieszkują zwykle obszary o szybkich prądach pływowych i błotnistym dnie. Płynąca woda powoduje duże zmętnienie, przez co mniej niż 1% promieni słonecznych dociera na głębokość większą niż metr. Zasolenie tych wód różni się w zależności od miejsca; bliżej ujścia woda jest bardziej zasolona (dochodząc do 28 ppt), dalej w górę rzeki poziom zasolenia spada nawet poniżej 0,8 ppt. Temperatury wahają się w granicach 25–33 °C. Młodsze rekiny wędrują dalej w górę rzeki od starszych. Badania przeprowadzone na trzech osobnikach z rzeki Adelaide wykazały, że przemieszczały się one w górę rzeki razem z przypływem i cofały się w dół razem z odpływem, pokonując średnio 10–12 kilometrów w każdą ze stron. Średnia głębokość pływania wyliczona dla jednego z osobników wyniosła 7,7 metra, co wskazuje, że poruszał się w środku słupa wody. Dopiero w 2014 roku opisano pierwsze trzy dorosłe osobniki G. glyphis, napotkane przez naukowców w wiosce rybackiej na wyspie Daru. Wszystkie trzy zostały złowione w wodach przybrzeżnych poza wyspą, co może sugerować, że dorosłe osobniki preferują przybrzeżne wody morskie. Nie ma dowodów na społeczne podziały według płci.

## Cechy morfologiczne

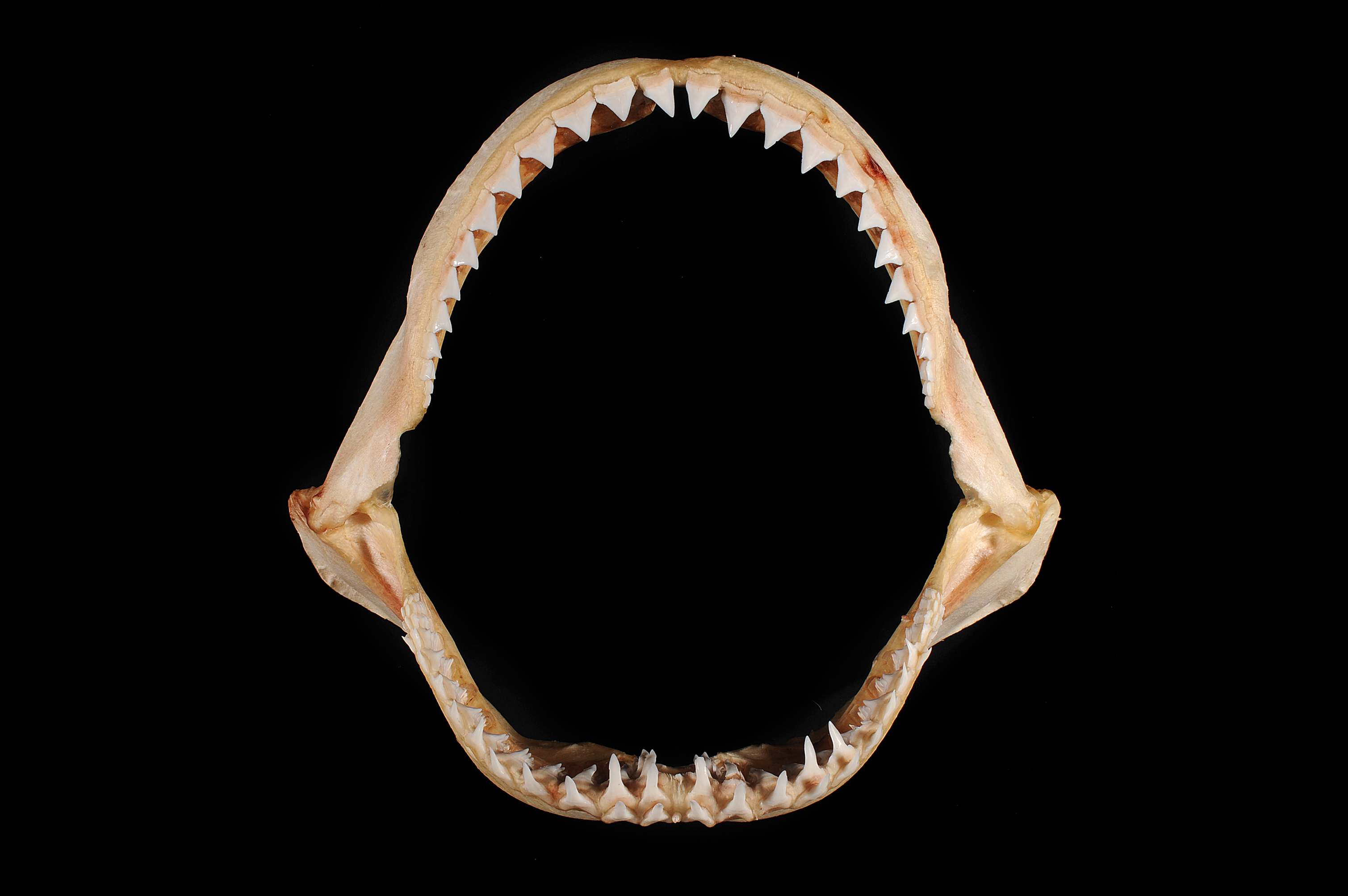
Spreparowane szczęka i żuchwa dorosłego osobnika G. glyphis

Rekin ten posiada dobrze zbudowane spłaszczone ciało oraz dużą i stosunkowo szeroką głowę. Na spodzie tępo zakończonego pyska mieści się duży, półokrągły otwór gębowy. W szczęce i żuchwie mieści się kilka rzędów małych zębów – pierwszy z nich ułożony jest pionowo, a każdy kolejny coraz bardziej pochylony ku tyłowi. W razie utraty któregoś z zębów na jego miejsce przesuwa się następny z kolejnego rzędu. Górne zęby są trójkątne i lekko ząbkowane na krawędziach. Na brzegach podstawy zęba mieszczą się nieregularne guzkowate wyrostki. Dolne zęby są mniejsze i węższe od górnych, a ich krawędzie są ostre i gładkie. W szczęce mieści się 26–29 zębów, w żuchwie z kolei od 27 do 29. Niewielkie nozdrza osadzone są po bokach spodniej strony pyska, posiadają stosunkowo duże trójkątne fałdy skórne. Małe, okrągłe oczy wyposażone są w fałdy półksiężycowate spojówek (ochraniające migotkę). Źrenice są duże i okrągłe. Po bokach głowy mieści się pięć niedużych równych szczelin skrzelowych, z czego pierwsza para jest większa od pozostałych. Na spodzie pyska rekin posiada liczne elektroreceptory zwane ampułkami Lorenziniego.
Dość duża płetwa grzbietowa ma kształt trójkąta i długą wolną końcówkę na dole dystalnej krawędzi. Jej przednia krawędź jest nieznacznie wygięta ku tyłowi. Druga płetwa grzbietowa jest o prawie połowę niższa od pierwszej. Umiejscowiona jest nad płetwą odbytową i ma kształt zbliżony do pierwszej płetwy grzbietowej. Pomiędzy płetwami grzbietowymi nie występuje wyraźny międzygrzbietowy łuk. Płetwy piersiowe są długie i szerokie. Ich proksymalna krawędź osiąga nawet 24-28% długości ciała zwierzęcia. Ulokowane są tuż pod ostatnią parą szczelin skrzelowych. Mniejsze od drugiej płetwy grzbietowej płetwy brzuszne mają romboidalny kształt. U samca z wewnętrznej, tylnej części płetw brzusznych wykształcił się narząd kopulacyjny zwany pterygopodium. Płetwa odbytowa jest nieco większa od płetw brzusznych, lecz mniejsza od drugiej płetwy grzbietowej. Posiada zaokrąglony sierpowaty wierzchołek oraz mocno zagiętą dystalną krawędź, która zakończona jest długą wolną końcówką. Na końcu ogona mieści się proporcjonalnie duża heterocerkiczna płetwa ogonowa. Na końcu jej górnego płata mieści się duży, szeroki trójkątny fałd skórny.
Skórę rekina pokrywają romboidalne połyskujące łuski plakoidalne. Górna płaszczyzna każdej z nich pokryta jest 3-6 podłużnymi rowkami. Grzbiet rekina przybiera różną barwę, od ciemnoszarej po jasnobrązową. Spód i boki są nieco jaśniejsze, barwy białej, jasnoszarej lub bladożółtej. Wewnętrzna powierzchnia płetw brzusznych oraz wierzchołki płetw piersiowych są czarne. Największy przebadany osobnik mierzył blisko 2,6 metra długości. Trzy osobniki (dwa samce i samica) znane są naukowcom jedynie z odciętych płetw, lecz dzięki porównaniu proporcji płetw piersiowych w stosunku do długości ciała oszacowano, że samica w chwili śmierci mierzyła około 292-304 cm.

## Ekologia
G. glyphis wydaje się być stosunkowo spokojnym i wolno pływającym rekinem, wykorzystującym prądy do przemieszczania, w celu oszczędzania energii. Jest aktywny przez całą dobę, niezmiennie w dzień i w nocy, co może być spowodowane niezmienną ciemnością panującą na większych głębokościach. 

### Odżywianie

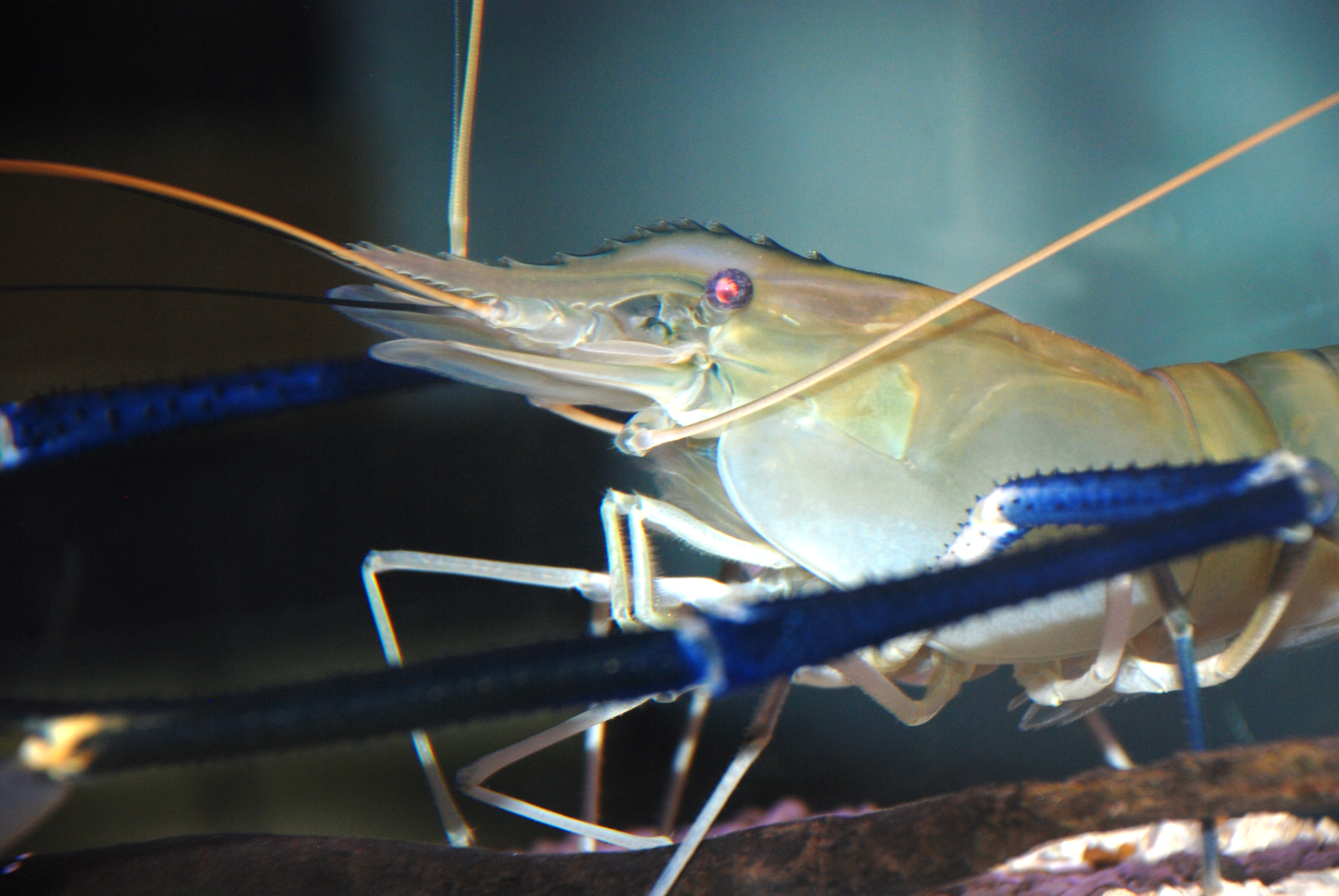
Krewetka z rodzaju Macrobrachium jest jednym ze składników diety młodych G. glyphis

Małe oczy oraz duże i gęsto rozmieszczone elektroreceptory ampułkowate sugerują, że rekin ten opiera się bardziej na elektrolokacji niż wzroku w trakcie polowania. Duża druga płetwa grzbietowa oraz szerokie płetwy piersiowe poprawiają stabilność i umożliwiają manewrowanie przy małych prędkościach w szybkich prądach wodnych. Smukłe zęby przystosowane są do pożywiania się małymi rybami oraz skorupiakami. Rekin ten poluje zwykle przy dnie lub w jego pobliżu. Młode odżywiają się babkowatymi z rodzajów Taenoides i Trypauchen, ariusowatymi, wiciakowatymi (Polydactylus macrochir), eleotrowatymi (Prionobutis microps), kulbinowatymi (Nibea squamosa), śledziowatymi (Nematalosa erebi) oraz krewetkami z rodzaju Macrobrachium. Niewiele wiadomo o zwyczajach żywieniowych dorosłych osobników. W szczękach jednej z dorosłych samic znaleziono pozostałości ryb kostnoszkieletowych oraz płaszczki, co sugeruje, że to one zwykle padają ofiarą dorosłych osobników.

### Cykl życiowy
Podobnie jak inne żarłaczowate jest żyworodny. Samice rodzą 6–7 lub więcej młodych. Zapłodnienie odbywa się za pomocą pterygopodium, narządu wykształconego z dystalnych fragmentów płetw brzusznych samców. Embriony w ciele matki zużywają zapasy żółtka z pęcherzyka żółtkowego. Po pewnym czasie pęcherzyk żółtkowy łączy się ze ścianą macicy, tworząc tzw. łożysko żółtkowe, dzięki któremu dostarczane jest pożywienie z organizmu matki, aż do momentu porodu. Młode w chwili narodzin mierzą 50–65 cm długości. Poród ma miejsce od października do grudnia, co przypada na koniec pory suchej. Podobnie jak u G. garricki, samica zachodzi w ciążę co dwa lata. Młode w ciągu pierwszych lat życia rosną prawdopodobnie o około 19 cm rocznie. Największy złowiony niedojrzały samiec mierzył 145 cm, a najmniejszy udokumentowany dorosły osobnik miał 228 cm długości, co sugeruje, że rekin ten dojrzewa płciowo po przekroczeniu minimum 1,5 m długości.

## Relacje z ludźmi i ochrona

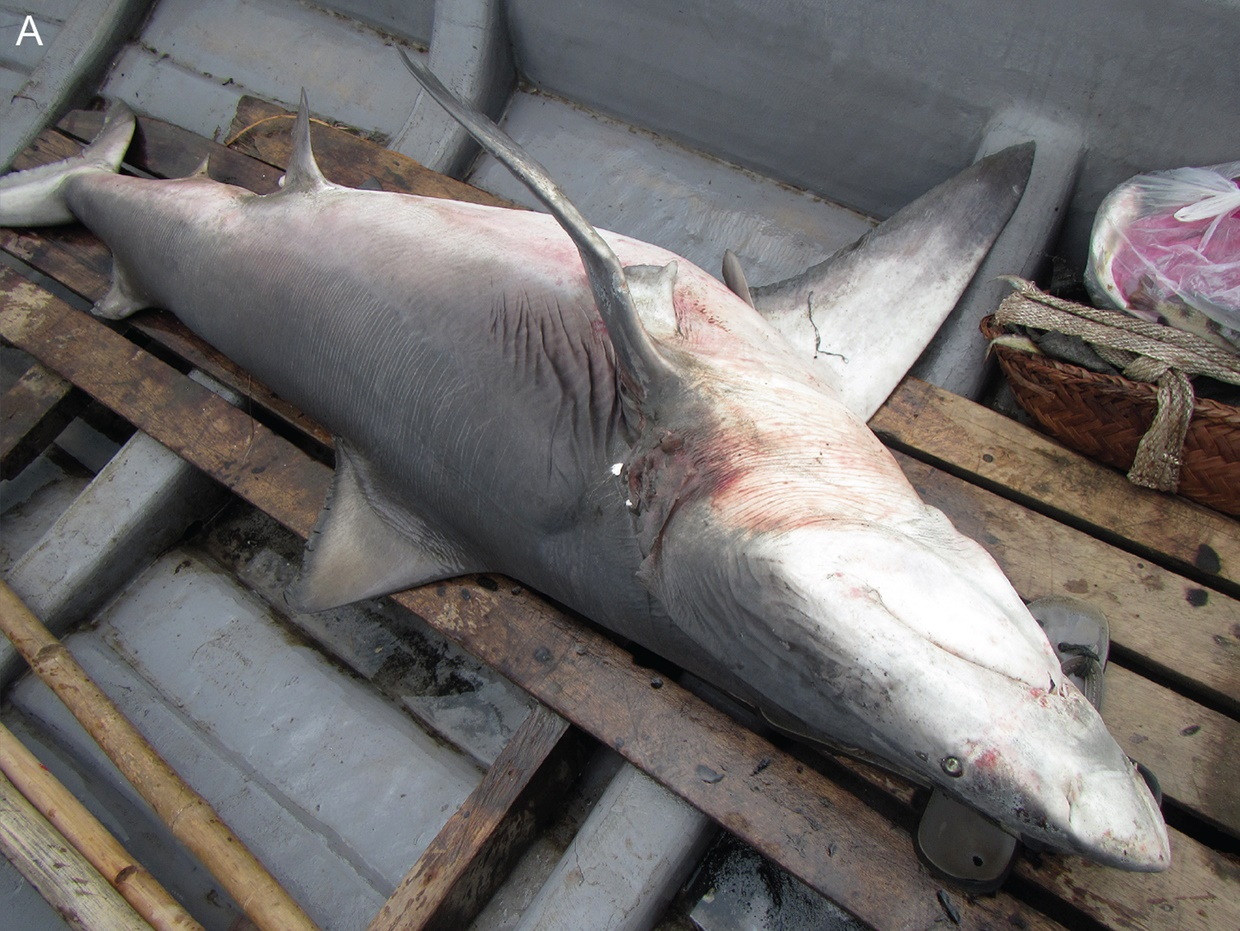
Mierzący blisko 2,6 m dorosły samiec, wyłowiony w wodach wyspy Daru

Nie wiadomo, czy rekin ten stanowi zagrożenie dla człowieka, gdyż brak jest informacji na temat ataków tego gatunku na ludzi. Jest niezwykle rzadki, podobnie jak inne rekiny z rodzaju Glyphis. Szacuje się, że na świecie żyje mniej niż 2500 dorosłych osobników oraz że żadna z subpopulacji nie obejmuje więcej niż 250 sztuk. Znajdowany jako przyłów w komercyjnych połowach z wykorzystaniem sieci skrzelowych oraz linek z haczykami, jak choćby w przypadku połowów barramundi (Lates calcarifer) na północy Queensland. Bywa poławiany również przez wędkarzy oraz podczas polowań z użyciem łuku. Złowione rekiny bywają zjadane, wykorzystywane jako przynęta na kraby lub porzucane. Kolejnym zagrożeniem dla tego gatunku jest degradacja środowiska, w tym: zanieczyszczenie rzeki Fly na Papui-Nowej Gwinei spowodowane działalnością górniczą, pogłębianie Portu Musgrave oraz wydobycie uranu na terenie Parku Narodowego Kakadu. 
Międzynarodowa Unia Ochrony Przyrody, biorąc pod uwagę istniejące zagrożenia oraz małą liczebność w połączeniu z ograniczoną ilością preferowanych siedlisk i małym zasięgiem występowania, określiła G. glyphis jako gatunek zagrożony wyginięciem. Na obszarze Australii rekin ten uznany jest za gatunek krytycznie zagrożony przez ustawę 1999 Commonwealth Environment Protection and Biodiversity Conservation Act. Regulacje te nie dotyczą jednak wód do odległości trzech mil morskich od wybrzeża, a co za tym idzie, w dużej mierze nie pokrywają się z obszarem występowania G. glyphis. Rekin ten został również wymieniony w 2000 Territory Parks and Wildlife Conservation Act jako gatunek narażony, lecz plan zarządzania i ochrony nie został jeszcze uchwalony. Nie istnieją żadne regulacje dotyczące połowów tego rekina na obszarze Papui-Nowej Gwinei.